# 디에고 리베라
디에고 리베라(Diego Rivera, 1886년 12월 8일 ~ 1957년 11월 24일)는 멕시코의 화가이다.

## 생애
과나후아토주(州)에서 출생하여 멕시코 시에 있는 국립 미술학교에서 배운 후에 에스파냐·프랑스·벨기에·네덜란드·영국·포르투갈로 연구 여행을 하고 1910년 파리에 정주하였다. 그는 모딜리아니와 친교를 맺고 또 바토 라부아르(洗濯船)의 전위 화가인 피카소, 브라크, 그리스 등과 사귀어 1910년대의 큐비즘 운동에 참가하였으며 당시 시인 아폴리네르는 그의 열렬한 지지자이기도 하였다. 그러나 그는 결국 파리의 화단에 몸을 담지 못하고 1921년 멕시코로 고대 문화를 탐구하였고 또 당시 멕시코에 대두한 혁명적인 정신에 공명(共鳴)하여 참다운 민중화가로서 모든 계층이 이해하는 그림을 그리려고 결심하였다. 그러기 위하여 그는 한때 판화(板畵, tableau)를 그만두고 민중이 모이는 장소에 거대한 벽화(프레스코)를 그리는 일에 열중하였다. 문부성(文部省)·보건성·차핑고 농업학교·호텔·레폴마 등의 벽화는 1920년대에 제작한 작품이다. 그후 미국의 초청을 받아 샌프란시스코의 증권거래소와 디트로이트 미술학교에도 벽화를 그렸다.

## 평가
그의 형태와 색채는 모국의 전통과 국민성에 뿌리를 박은 것이며, 이러한 의미에서 그는 멕시코 현대 회화의 아버지라 할 수 있겠다.